# الیو بجی
الیو بجی (انگلیسی: Aliou Badji؛ زادهٔ ۱۰ اکتبر ۱۹۹۷) بازیکن فوتبال اهل سنگال است.
از باشگاه‌هایی که در آن بازی کرده‌است می‌توان به باشگاه فوتبال راپید وین و باشگاه فوتبال دیورگاردن اشاره کرد.
وی همچنین در تیم ملی فوتبال زیر ۲۰ سال سنگال بازی کرده‌است.

## دوران باشگاهی

### کاسا اسپورتس
الیو بجی در رده‌های پایه برای باشگاه فوتبال کاسا اسپورتس بازی کرد و در ادامه این باشگاه سنگالی، به اولین باشگاه حرفه‌ای وی تبدیل شد.

### دیورگاردن
بجی در ۳۱ ژانویه ۲۰۱۷ با قراردادی چهارساله به باشگاه فوتبال دیورگاردن از لیگ برتر فوتبال سوئد پیوست.
اولین بازی حرفه‌ای او برای این باشگاه در ۳ آوریل در یک بازی لیگ مقابل باشگاه فوتبال سیریوس انجام شد. بجی اولین گل حرفه‌ای خود را در ۲۳ ژوئیه در لیگ مقابل باشگاه فوتبال اوسترشوندس به‌ثمر رساند. در بازی بعدی بجی برای اولین بار شروع کرد و پس از ۳۰ دقیقه مقابل باشگاه فوتبال اسکیلستونا گلزنی کرد. در ادامه علی‌رغم مشکلاتی که برای تثبیت خود به عنوان یکی از بازیکنان اصلی تیم داشت، پس از چند بازی به خاطر گلزنی‌های متوالی در دقایق پایانی، شهرت پیدا کرد.

### راپید وین
در ۶ فوریه ۲۰۱۹، بجی با مبلغی نامشخص با امضای قراردادی سه و نیم ساله به باشگاه فوتبال راپید وین در بوندس‌لیگا اتریش منتقل شد.

### الاهلی
در ۱۶ ژانویه ۲۰۲۰ اعلام شد، باشگاه ورزشی الاهلی با قراردادی چهار و نیم ساله به ارزش دو میلیون یورو، بجی را برای ادامه کار در لیگ برتر فوتبال مصر به خدمت گرفته‌است. او در اولین بازی خود در لیگ برای این باشگاه، گل تساوی را در برد نهایی ۲–۱ خارج از خانه مقابل باشگاه فوتبال پیرامیدز در ۶ فوریه به ثمر رساند.

### آمیان
در اوت ۲۰۲۱، بجی با قراردادی قرضی به مدت یک سال به باشگاه ورزشی آمیان منتقل شد که در انتهای فصل با استفاده از بند خرید، به شکل دائمی درآمد.

### بوردو
در ۳۱ اوت ۲۰۲۲، او با مبلغ یک میلیون یورو به باشگاه فوتبال بوردو در لیگ ۲ قرض داده‌شد. این قرارداد قرضی شامل بند خرید اجباری به مبلغ ۴.۵ میلیون یورو بود که در پایان فصل اعمال شد.

## دوران ملی
وی در جام ملت‌های آفریقای زیر ۲۰ سال، در ۱۲ بازی ۱۲ گل برای تیم ملی فوتبال سنگال به‌ثمر رساند.
همچنین در مسابقات جام جهانی فوتبال زیر ۲۰ سال ۲۰۱۷ برای تیم ملی فوتبال زیر ۲۰ سال سنگال بازی کرد.